# Walk of Fame du sport italien
Walk of Fame du sport italien ( italien : Walk of Fame dello sport italiano) est le Temple de la renommée du sport italien, inauguré par le Comité olympique national italien (CONI) le 7 mai 2015 . Il s'agit d'une liste de 117 champions italiens de tous les temps, qui a été mise à  jour à trois reprises (cinq nouvelles entrées en 2015 et 2016 et sept en 2018), sur les 100 premiers noms.

## Critères
Cent champions intemporels, choisis sur la base des décisions  du Coni (président Gianni Malagò ) et la commission des athlètes  présidée par Marco Durante .
Les athlètes encore en activité de compétition ne sont pas inclus dans la liste.

## Le chemin
Le Walk of Fame du sport italien est un parcours pedestre à Rome avec des plaques dédiées aux anciens athlètes sportifs italiens qui se sont distingués au niveau international. Il se situe entre l'avenue des Jeux Olympiques et le Stadio Olimpico dans le parc olympique du Foro Italico de la capitale.

## La liste
Les 100 premiers noms de la liste ont été intronisés le 7 mai 2015
| #                         | Athlète               | Sport                    | Lieu de naissance                    | Date de naissance |
| ------------------------- | --------------------- | ------------------------ | ------------------------------------ | ----------------- |
| 1                         | Gian Giorgio Trissino | Sport équestre           | Vicence, Italie                      | 22 juillet 1877   |
| 2                         | Giovanni Raicevich    | Catch                    | Trieste, Italie                      | 10 juin 1881      |
| 3                         | Giorgio Zampori       | Gymnastique              | Milan, Italie                        | 4 juin 1887       |
| 4                         | Paolo Salvi           | Gymnastique              | Albenga, Italie                      | 22 novembre 1891  |
| 5                         | Tazio Nuvolari        | Sport automobile         | Castel d'Ario, Italie                | 16 novembre 1892  |
| 6                         | Costante Girardengo   | Cyclisme                 | Novi Ligure, Italie                  | 18 mars 1893      |
| 7                         | Nedo Nadi             | Escrime                  | Livorno, Italie                      | 9 juin 1894       |
| 8                         | Ottavio Bottecchia    | Cyclisme                 | San Martino di Colle Umberto, Italie | 1er août 1894     |
| 9                         | Carlo Galimberti      | Haltérophilie            | Santa Fe, Argentine                  | 2 août 1894       |
| 10                        | Ugo Frigerio          | Athletisme               | Milan, Italie                        | 16 septembre 1901 |
| 11                        | Alfredo Binda         | Cyclisme                 | Cittiglio, Italie                    | 11 août 1902      |
| 12                        | Learco Guerra         | Cyclisme                 | San Nicolò Po, Italie                | 14 octobre 1902   |
| 13                        | Romeo Neri            | Gymnastique              | Rimini, Italie                       | 26 mars 1903      |
| 14                        | Giulio Gaudini        | Escrime                  | Rome, Italie                         | 28 septembre 1904 |
| 15                        | Primo Carnera         | Boxe                     | Sequals, Italie                      | 25 octobre 1906   |
| 16                        | Giuseppe Meazza       | Football                 | Milan, Italie                        | 23 août 1910      |
| 17                        | Silvio Piola          | Football                 | Robbio, Italie                       | 29 septembre 1913 |
| 18                        | Gino Bartali          | Cyclisme sur route       | Ponte a Ema, Italie                  | 18 juillet 1914   |
| 19                        | Agostino Straulino    | Voile                    | Mali Lošinj, Croatie                 | 10 octobre 1914   |
| 20                        | Ondina Valla          | Athletisme               | Bologne, Italie                      | 20 mai 1916       |
| 21                        | Adolfo Consolini      | Athletisme               | Costermano sul Garda, Italie         | 5 janvier 1917    |
| 22                        | Alberto Ascari        | Sport automobile         | Milan, Italie                        | 13 juillet 1918   |
| 23                        | Valentino Mazzola     | Football                 | Cassano d'Adda, Italie               | 26 janvier 1919   |
| 24                        | Edoardo Mangiarotti   | Escrime                  | Renate, Italie                       | 7 avril 1919      |
| 25                        | Fausto Coppi          | Cyclisme sur route       | Castellania Coppi, Italie            | 15 septembre 1919 |
| 26                        | Zeno Colò             | Ski alpin                | Abetone, Italie                      | 30 juin 1920      |
| 27                        | Fiorenzo Magni        | Cyclisme                 | Vaiano, Italie                       | 7 décembre 1920   |
| 28                        | Giuseppe Delfino      | Escrime                  | Turin, Italie                        | 22 novembre 1921  |
| 29                        | Piero D'Inzeo         | Sports équestre          | Rome, Italie                         | 4 mars 1923       |
| 30                        | Cesare Rubini         | Water-polo - Basket-ball | Trieste, Italie                      | 2 novembre 1923   |
| 31                        | Raimondo D'Inzeo      | Sport équestre           | Poggio Mirteto, Italie               | 8 février 1925    |
| 32                        | Irene Camber          | Escrime                  | Trieste, Italie                      | 12 février 1926   |
| 33                        | Giuseppe Dordoni      | Athlétisme               | Piacenza, Italie                     | 28 juin 1926      |
| 34                        | Eugenio Monti         | Bobsleigh                | Toblach, Italie                      | 23 janvier 1928   |
| 35                        | Enzo Maiorca          | Plongée en apnée         | Syracuse, Italie                     | 21 juin 1931      |
| 36                        | Antonio Maspes        | Cyclisme                 | Milan, Italie                        | 14 janvier 1932   |
| 37                        | Nicola Pietrangeli    | Tennis                   | Tunis, Tunisie                       | 11 septembre 1933 |
| 38                        | Abdon Pamich          | Athlétisme               | Rijeka, Croatie                      | 3 octobre 1933    |
| 39                        | Lea Pericoli          | Tennis                   | Milan, Italie                        | 22 mars 1935      |
| 40                        | Graziano Mancinelli   | Sport équestre           | Milan, Italie                        | 18 février 1937   |
| 41                        | Eraldo Pizzo          | Water polo               | Rivarolo, Italie                     | 21 avril 1938     |
| 42                        | Nino Benvenuti        | Boxe                     | Isola d'Istria, Italie               | 26 avril 1938     |
| 43                        | Livio Berruti         | Athlétisme               | Turin, Italie                        | 19 mai 1939       |
| 44                        | Sante Gaiardoni       | Cyclisme                 | Villafranca di Verona, Italie        | 29 juin 1939      |
| 45                        | Franco Nones          | Ski nordique             | Castello-Molina di Fiemme, Italie    | 1er février 1941  |
| 46                        | Marco Bollesan        | Rugby                    | Chioggia, Italie                     | 7 juillet 1941    |
| 47                        | Franco Menichelli     | Gymnastique              | Rome, Italie                         | 3 août 1941       |
| 48                        | Bruno Arcari          | Boxe                     | Atina, Italie                        | 1er janvier 1942  |
| 49                        | Dino Zoff             | Football                 | Mariano del Friuli, Italie           | 28 février 1942   |
| 50                        | Giacomo Agostini      | Motocyclisme             | Brescia, Italie                      | 16 juin 1942      |
| 51                        | Felice Gimondi        | Cyclisme                 | Sedrina, Italie                      | 29 septembre 1942 |
| 52                        | Mauro Checcoli        | Sport équestre           | Bologne, Italie                      | 1er mars 1943     |
| 53                        | Gianni Rivera         | Football                 | Alessandria, Italie                  | 18 août 1943      |
| 54                        | Roberto Marson        | Handisport               | Pasiano di Pordenone, Italie         | 28 juin 1944      |
| 55                        | Gigi Riva             | Football                 | Leggiuno, Italie                     | 7 novembre 1944   |
| 56                        | Luciano Giovannetti   | Skeet                    | Pistoia, Italie                      | 25 septembre 1945 |
| 57                        | Renato Molinari       | Motonautisme             | Nesso, Italie                        | 27 février 1946   |
| 58                        | Klaus Dibiasi         | Plongeon                 | Hall in Tirol, Autriche              | 6 octobre 1947    |
| 59                        | Dino Meneghin         | Basket-ball              | Alano di Piave, Italie               | 18 janvier 1950   |
| 60                        | Adriano Panatta       | Tennis                   | Rome, Italie                         | 9 juillet 1950    |
| 61                        | Gustav Thöni          | Ski alpin                | Trafoi, Italie                       | 28 février 1951   |
| 62                        | Oreste Perri          | Canoë-kayak              | Castelverde, Italie                  | 27 juillet 1951   |
| 63                        | Pietro Mennea         | Athlétisme               | Barletta, Italie                     | 28 juin 1952      |
| 64                        | Pierluigi Marzorati   | Basket-ball              | Figino Serenza, Italie               | 12 septembre 1952 |
| 65                        | Corrado Barazzutti    | Tennis                   | Udine, Italie                        | 19 février 1953   |
| 66                        | Sara Simeoni          | Athlétisme               | Vérone, Italie                       | 19 avril 1953     |
| 67                        | Piero Gros            | Ski alpin                | Sauze d'Oulx, Italie                 | 30 octobre 1954   |
| 68                        | Novella Calligaris    | Natation                 | Padoue, Italie                       | 27 décembre 1954  |
| 69                        | Daniele Masala        | Pentathlon moderne       | Rome, Italie                         | 12 février 1955   |
| 70                        | Costantino Rocca      | Golf                     | Bergame, Italie                      | 4 décembre 1956   |
| 71                        | Gabriella Dorio       | Athlétisme               | Veggiano, Italie                     | 27 juin 1957      |
| 72                        | Giuseppe Di Capua     | Haltérophilie            | Salerne, Italie                      | 15 mars 1958      |
| 73                        | Alberto Cova          | Athlétisme               | Cremnago, Italie                     | 1er décembre 1958 |
| 74                        | Ezio Gamba            | Judo                     | Brescia, Italie                      | 2 décembre 1958   |
| 75                        | Patrizio Oliva        | Boxe                     | Naples, Italie                       | 28 janvier 1959   |
| 76                        | Gelindo Bordin        | Athlétisme               | Longare, Italie                      | 4 février 1959    |
| 77                        | Giuseppe Abbagnale    | Aviron                   | Pompei, Italie                       | 24 juillet 1959   |
| 78                        | Paola Fantato         | Handisport               | Vérone, Italie                       | 13 septembre 1959 |
| 79                        | Andrea Benelli        | Skeet                    | Florence, Italie                     | 28 juin 1960      |
| 80                        | Mauro Numa            | Escrime                  | Mestre, Italie                       | 18 novembre 1961  |
| 81                        | Carmine Abbagnale     | Aviron                   | Pompei, Italie                       | 5 janvier 1962    |
| 82                        | Manuela Di Centa      | Ski nordique             | Paluzza, Italie                      | 3 janvier 1963    |
| 83                        | Francesco Attolico    | Water-polo               | Bari, Italie                         | 23 mars 1963      |
| 84                        | Alessandro Campagna   | Water-polo               | Syracuse, Italie                     | 26 juin 1963      |
| 85                        | Luca Pancalli         | Handisport               | Rome, Italie                         | 16 avril 1964     |
| 86                        | Josefa Idem           | Canoë-kayak              | Goch, Allemagne                      | 23 septembre 1964 |
| 87                        | Agostino Abbagnale    | aviron                   | Pompei, Italie                       | 25 août 1966      |
| 88                        | Alberto Tomba         | Ski alpin                | Bologne, Italie                      | 19 décembre 1966  |
| 89                        | Roberto Baggio        | Football                 | Caldogno, Italie                     | 18 February 1967  |
| 90                        | Lorenzo Bernardi      | Volley-ball              | Trente, Italie                       | 11 août 1968      |
| 91                        | Antonio Rossi         | Canoë-kayak              | Lecco, Italie                        | 19 décembre 1968  |
| 92                        | Stefania Belmondo     | Ski nordique             | Vinadio, Italie                      | 13 janvier 1969   |
| 93                        | Giorgio Lamberti      | Natation                 | Brescia, Italie                      | 28 janvier 1969   |
| 94                        | Jury Chechi           | Gymnastique              | Prato, Italie                        | 11 octobre 1969   |
| 95                        | Alessandra Sensini    | Voile                    | Grosseto, Italie                     | 26 janvier 1970   |
| 96                        | Andrea Giani          | Volley-ball              | Naples, Italie                       | 22 avril 1970     |
| 97                        | Giovanna Trillini     | Escrime                  | Jesi, Italie                         | 17 mai 1970       |
| 98                        | Deborah Compagnoni    | Ski alpin                | Bormio, Italie                       | 4 juin 1970       |
| 99                        | Stefano Baldini       | Athlétisme               | Castelnovo di Sotto, Italie          | 25 mai 1971       |
| 100                       | Domenico Fioravanti   | Natation                 | Novare, Italie                       | 31 mai 1977       |
| Entrants de décembre 2015 |                       |                          |                                      |                   |
| 101                       | Maurizio Damilano     | Marche athlétique        | Scarnafigi, Italie                   | 6 avril 1957      |
| 102                       | Gianni De Magistris   | Water-polo               | Florence, Italie                     | 3 décembre 1950   |
| 103                       | Duilio Loi            | Boxe                     | Trieste, Italie                      | 19 avril 1929     |
| 104                       | Francesco Moser       | Cyclisme sur route       | Palù di Giovo, Italie                | 19 juin 1951      |
| 105                       | Enrico Fabris         | Skating                  | Asiago, Italie                       | 5 octobre 1981    |
| 106                       | Armin Zoeggeler       | Luge                     | Merano, Italie                       | 4 janvier 1974    |
| 107                       | Dorando Pietri        | Athlétisme               | Correggio, Italie                    | 16 octobre 1885   |
| Entrants de 2016          |                       |                          |                                      |                   |
| 108                       | Alberto Braglia       | Gymnastique              | Campogalliano, Italie                | 23 mars 1883      |
| 109                       | Sandro Mazzinghi      | Boxe                     | Pontedera, Italie                    | 3 octobre 1938    |
| 110                       | Paola Pigni           | Athlétisme               | Milan, Italie                        | 30 décembre 1945  |
| 111                       | Mario Fiorillo        | Water-polo               | Naples, Italie                       | 16décembre 1962   |
| 112                       | Valentina Vezzali     | Escrime                  | Jesi, Italie                         | 14 février 1974   |
| Entrants de 2018          |                       |                          |                                      |                   |
| 113                       | Luigi Beccali         | Athlétisme               | Milan, Italie                        | 19 novembre 1907  |
| 114                       | Ercole Baldini        | Cyclisme sur route       | Villanova di Forlì, Italie           | 26 janvier 1933   |
| 115                       | Paolo Maldini         | Football                 | Milan, Italie                        | 26 juin 1968      |
| 116                       | Samuele Papi          | Volley-ball              | Ancône, Italie                       | 20 mai 1973       |
| 117                       | Massimiliano Rosolino | Natation                 | Naples, Italie                       | 11 juillet 1978   |
| Entrants de 2019          |                       |                          |                                      |                   |
| 118                       | Sara Anzanello        | Volley-ball              | San Donà di Piave, Italie            | 30 juillet 1980   |
| 119                       | Antonella Bellutti    | Cyclisme                 | Bolzano, Italie                      | 7 novembre 1968   |
| 120                       | Roberto Cammarelle    | Boxe                     | Cinisello Balsamo, Italie            | 22 mars 1980      |
| Entrants de 2021          |                       |                          |                                      |                   |
| 121                       | Paolo Rossi           | Football                 | Prato, Italie                        | 23 septembre 1956 |
| 122                       | Alessandro Andrei     | Athlétisme               | Florence, Italie                     | 3 janvier 1959    |
| 123                       | Vincenzo Maenza       | Lutte                    | Imola, Italie                        | 2 mai 1962        |
| 124                       | Gabriella Paruzzi     | Ski de fond              | Udine, Italie                        | 21 juin 1969      |
| 125                       | Paolo Bettini         | Cyclisme                 | Cecina, Italie                       | 1 avril 1974      |
| Entrants de 2023          |                       |                          |                                      |                   |
| 126                       | Flavia Pennetta       | Tennis                   | Brindisi, Italie                     | 25 février 1982   |
| 127                       | Tania Cagnotto        | Plongeon                 | Bolzano, Italie                      | 15 mai 1985       |
| 128                       | Niccolò Campriani     | Skeet                    | Florence, Italie                     | 6 novembre 1987   |
| 129                       | Fabio Cannavaro       | Football                 | Naples, Italie                       | 13 septembre 1973 |
| 130                       | Amedeo Pomilio        | Water polo               | Pescara, Italie                      | 11 février 1967   |
| 131                       | Giulia Quintavalle    | Judo                     | Livorno, Italie                      | 6 mars 1983       |
| 132                       | Carlo Molfetta        | Taekwondo                | Mesagne, Italie                      | 15 février 1984   |
| 133                       | Marco Galiazzo        | Tir à l'arc              | Padoue, Italie                       | 7 mai 1983        |
| 134                       | Daniele Molmenti      | Canoë-kayak              | Pordenone, Italie                    | 1 août 1984       |
| 135                       | Antonio Tartaglia     | Bobsleigh                | Casalbordino, Italie                 | 13 janvier 1968   |
| 136                       | Günther Huber         | Bobsleigh                | Bruneck, Italie                      | 28 octobre 1965   |
| 137                       | Marco Albarello       | Ski de fond              | Aosta, Italie                        | 31 mai 1960       |
| 138                       | Maurilio De Zolt      | Ski de fond              | San Pietro di Cadore, Italie         | 29 septembre 1950 |
| 139                       | Silvio Fauner         | Ski de fond              | San Pietro di Cadore, Italie         | 1 novembre 1968   |
| 140                       | Giorgio Vanzetta      | Ski de fond              | Cavalese, Italie                     | 9 octobre 1959    |

| Athlétisme         | 17  |
| Cyclisme sur route | 14  |
| Football           | 10  |
| Escrime            | 8   |
| Ski de fond        | 8   |
| Boxe               | 7   |
| Water-polo         | 7   |
| Gymnastique        | 6   |
| Ski alpin          | 5   |
| Sport équestre     | 5   |
| Tennis             | 5   |
| Natation           | 4   |
| Haltérophilie      | 4   |
| Volley-ball        | 4   |
| Canoë-kayak        | 4   |
| Basket-ball        | 3   |
| Rallye automobile  | 3   |
| Handisport         | 3   |
| Skeet              | 3   |
| Bobsleigh          | 3   |
| Voile (sport)      | 2   |
| Judo               | 2   |
| Plongeon           | 2   |
| Golf               | 1   |
| Luge               | 1   |
| Pentathlon moderne | 1   |
| Motocyclisme       | 1   |
| Motonautisme       | 1   |
| Plongée en apnée   | 1   |
| Catch              | 1   |
| Lutte              | 1   |
| Rugby              | 1   |
| Skating            | 1   |
| Haltérophilie      | 1   |
| Taekwondo          | 1   |
| Tir à l'arc        | 1   |
|                    | 140 |

## Voir également
- Temple de la renommée du football italien